# 奇罗 (科罗拉多州)
奇罗（英語：Cheraw），是美国科罗拉多州奥特罗县下属的一座城市。建市于1917年4月17日，面积大约为0.158平方英里（0.41平方公里）。根据2010年美国人口普查，该市有人口252人。2011年估计该市有人口253人，相比2010年人口增长率为0.40%。同时，论人口该市是科罗拉多州第228大城市。